# Niklas Piensoho
Niklas Johan Piensoho, född 14 oktober 1964 i Västerås församling, Västmanlands län, är en svensk pastor, kyrkoledare och författare. Den 16 augusti 2024 valdes han till biträdande kyrkoledare för Equmeniakyrkan.

## Biografi
Piensoho ordinerades som pastor inom dåvarande Svenska Missionsförbundet, och var pastor i Fiskebäcks Missionskyrka från 1998 till 2006.
Han lämnade samfundet, för att den 22 oktober 2006 tillträda som föreståndare för Filadelfiaförsamlingen i Stockholm, en församling inom pingströrelsen i Sverige.
Piensoho fortsatte att leda församlingen fram till sommaren 2024, då han nominerades som ny biträdande kyrkoledare i Equmeniakyrkan (som 2011 bildades av de tre frikyrkosamfunden Svenska Baptistsamfundet (grundat 1857), Metodistkyrkan i Sverige (1868) och Piensohos gamla samfund Svenska Missionskyrkan (1878)). I samband med sitt tillträde som biträdande kyrkoledare i Equmeniakyrkan har Piensoho offentligt ändrat ståndpunkt i frågan om samkönade äktenskap, en fråga han bearbetat offentligt redan under sin tid som föreståndare i Filadelfiakyrkan.
Piensoho är kaplan i Riksdagens kristna grupp och har predikat vid den gudstjänst i Storkyrkan som brukar inleda riksdagsåret.